# Ézaro
Ézaro (en gallego: O Ézaro) es una parroquia y una aldea española del municipio de Dumbría, en la provincia de La Coruña, Galicia.

## Geografía
Es la única parroquia del municipio que linda con el mar, el océano Atlántico, se halla a 100 kilómetros de La Coruña y está situada en la zona denominada Costa de la Muerte, concretamente limitando ésta por el sur.
El término parroquial, de 13,2 km² de extensión, está atravesado por el río Jallas, que desemboca en el mar en la Cascada del Ézaro.
Tiene un paseo marítimo bordeando sus playas, con jardines. Actualmente las aguas de su cascada fluyen permanentemente, años atrás sólo lo hacían los domingos y festivos (cuando se abrían las compuertas). En las inmediaciones de la cascada está ubicado el Museo de la Electricidad (Centro de Interpretación de la Electricidad de Ézaro) y el inicio del ascenso al Mirador de Ézaro.

## Entidades de población
Entidades de población que forman parte de la parroquia:
- Cancelo, O
- Castelo, O
- Covas (Covas, As)
- Estrada, A
- Ézaro (Ézaro, O)
- Finsín
- Lagoelas, As
- Laxe, A
- Lombiño, O
- Pena, A
- Río do Barco
- San Crimenzo
- Santa Eugenia
- Santo, O

## Demografía

### Parroquia
| Gráfica de evolución demográfica de Ézaro (parroquia) entre 2000 y 2019 |
|                                                                         |
| Datos según el nomenclátor publicado por el INE.                        |

### Aldea
| Gráfica de evolución demográfica de Ézaro (aldea) entre 2000 y 2019 |
|                                                                     |
| Datos según el nomenclátor publicado por el INE.                    |

## Festividades
Su fiesta principal (A festa da praia) se celebra en el mes de agosto.

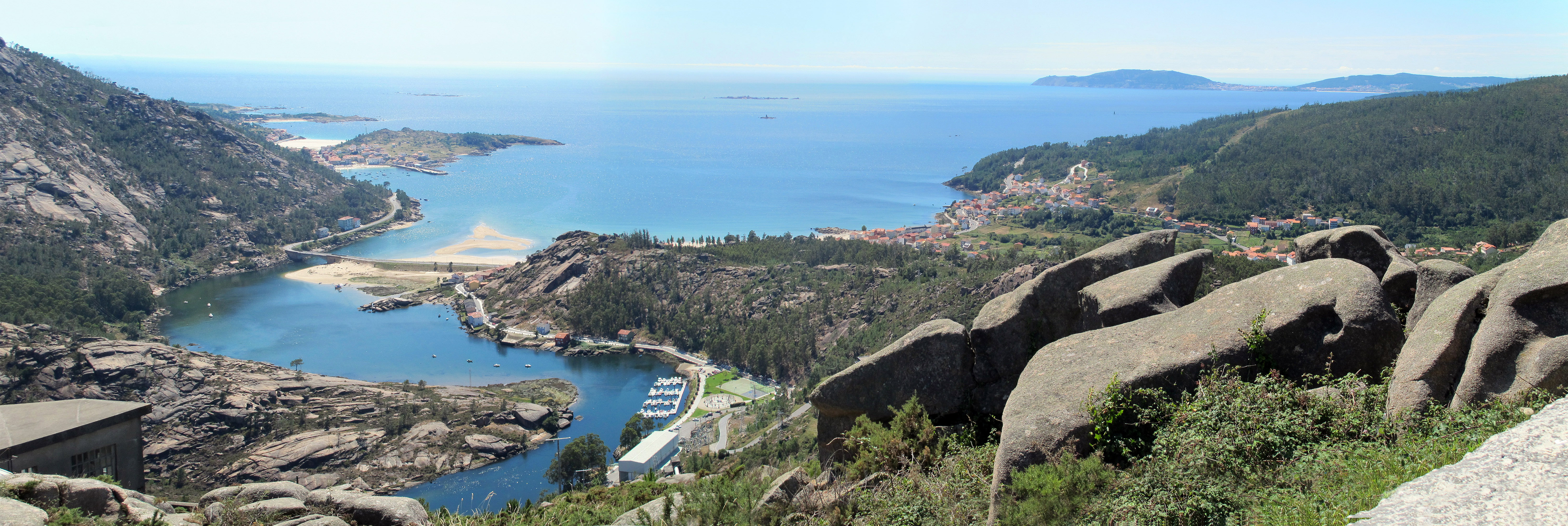
Vista desde el mirador.